# Дионисий (Пиррос)
Архимандрит Дионисий Пиррос  (греч. Ἀρχιμανδρίτης Διονύσιος Πύρρος, полная и архаическая форма имени Дионисиос Пиррос Фессалиец (греч. Πύρρος Διονύσιος ο Θετταλός, настоящее имя Дионисиос Пурос; 1774 (или 1777), Кастания — 12 февраля 1853, Афины) — деятель новогреческого Просвещения, архимандрит, врач, философ и переводчик, преподаватель, путешественник, географ, историк, ботаник, минералог, предприниматель, участник национально-освободительной войны.
В греческой историографии упоминается как йатрофило́софос (ιατροφιλόσοφος), что примерно соответствует врачу, которого занимают философские вопросы и искусство.

## Молодость
Родился в 1774 году (по другим источникам в 1777 году) в горном селе Кастания сегодняшнего фессалийского нома Трикала.
Фамилия отца была Пурос (Πούρος) или Бурос (Μπούρος), но сын остался в истории как Дионисиос Пиррос Фессалиец (Διονύσιος Πύρρος ό Θετταλός):Α-182. Отец умер когда Дионисию было пять лет. У мальчика был брат, иеромонах Иоаким.

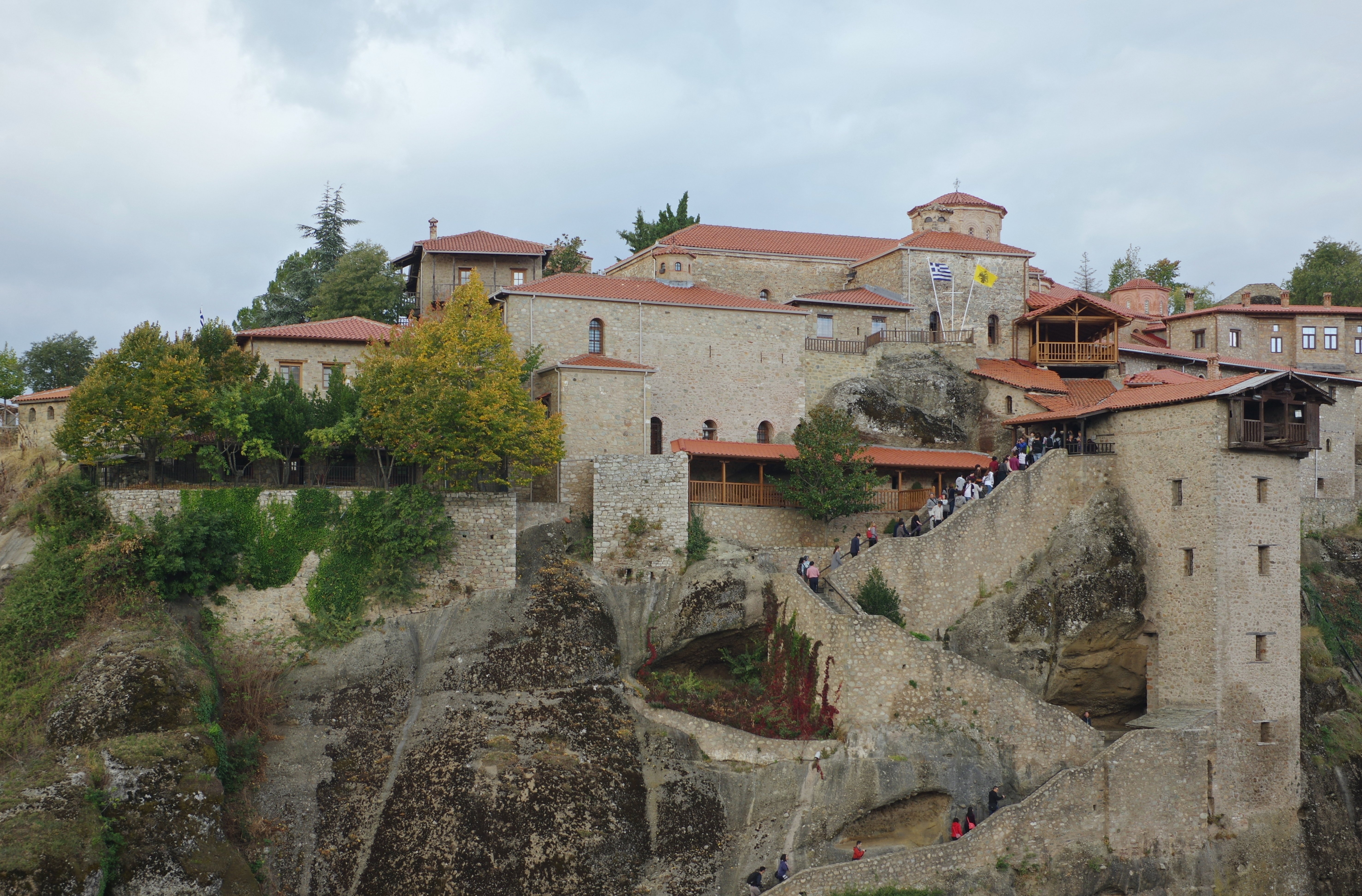
Преображенский монастырь Метеор (Мегала Метеора, в котором Дионисий Пиррос был рукоположен в иеродиаконы

Начальное образование Дионисиос получил в родном селе. Позже был рукоположен в иеродиакона в Преображенском монастыре Метеор (Мегала Метеора) Амвросием, бывшим епископом Триккским (Трикала).
Пиррос направился в Трикала, получить уроки греческой грамматики у выходца из западномакедонского города Козани, С. Стамкидиса. После этого направился в соседний город Тирнавос, учиться у Иоанниса Пезароса.
Далее последовало его большое путешествие — Фессалия, Македония, Афон, острова Лемнос и Тенедос, Фракия. Завершилось путешествие его прибытием в Константинополь. Здесь он первоначально работал домашним учителем, позже стал секретарём митрополита Халкидона Иеремии (Маврокордатоса). Был рукоположен в иеромонахи митрополитом Деркским Григорием. После чего, вместе со своим братом Иоакимом, отправился в Иерусалим.
Два года (1803—1805) он прожил в прибрежном малоазийском Кидониес, бывшем тогда одним из центров греческого просвещения. Здесь он учился математике, физике и философии у Вениамина Лесбосского и древней греческой литературе у Григория Сарафиса. На острове Хиосе он дополнил своё образование уроками ораторского искусства, теологии и астрономии у Иоанниса Целеписа.
Позднее вернулся в качестве преподавателя в Малую Азию, после запроса жителей Смирны, чтобы им был послан учитель-иеромонах. Он преподавал в Смирне непродолжительное время, но его беспокойная натура требовала других знаний и образования.

## Италия
Дионисий уехал в Италию, снабжённый рекомендательными письмами знати Хиоса греческим коммерсантам Ливорно.
Побывав недолго на родине, через остров Керкира, он прибыл в Неаполь и через несколько дней в Тоскану.
Греческая община Ливорно предложила ему стать на год викарием местной греческой православной церкви.
В дальнейшем он посетил Пизу, Флоренцию, Болонью и Милан, продолжая посещать уроки астрономии и математики.
В Павии он записался в местный университет (1807), где учился медицине и философии. 14 апреля 1813 года, он получил свой диплом доктора наук.
В последующий период он был слушателем академий Падуи и Милана. Завершил своё образование в Венском университете.

## Снова в Греции
После Вены, Дионисий решил вернуться в Грецию и обосноваться на Хиосе, где предполагал работать врачом.
Однако из Италии, через Закинф, он прибыл в Патры, где прожил несколько месяцев.
Близость Афин и его любознательность стали причинами его поездки в этот древний город, бывший тогда малонаселённым городком. После предложения митрополита Афин Григория IV Лесбосского, он продлил своё пребывание в городе.
Игумен монастыря Святых бесплотных сил, Дионисиос Петракис, убедил его остаться и преподавать медицину, естественные науки и философию. Он оставался в Афинах с 1813 по 1815 год.
Он основал первую «научную школу», которая выпустила первых врачей, а также ботанический сад с 300 видами растений и минералогический музей в доме Димитриса Каллифронаса.
В 1815 году его «научная школа Афин», по финансовым причинам, практически прекратила своё существование. После восьмимесячного пребывания в городе Халкис, куда он прибыл по просьбе правителя Эвбеи Османа-паши, где он предоставил свои медицинские услуги, Пиррос решил вновь отправиться в путешествие по греческим землям. Это путешествие заняло 20 месяцев.
Он писал: « …я отправился в путешествие по Греции, которая до того не была отображена. Шестнадцать месяцев я путешествовал по Греции и много израсходовал на своём пути, но остался очень довольным увидев всё…».
На его пути были Мегара, Беотия, Фокида, Этолия, Пелопоннес и острова Спеце, Идра, Порос, Китира, Сирос и Кея, и снова Константинополь.
Результатом стала работа «Путешествие по Греции и её войны, древние и новейшие» (« Περιήγησις της Ελλάδος και πόλεμοι αυτής αρχαίοι και νεώτεροι»), которая состоит из двух томов. Первый том содержит: Вступление, Общее описание Греции, Её древние и новейшие войны, главы Аттическая и Элевсинская, Мегарская, Беотийская и Эвбейская, Левадийская, Локрская, Фокейская, Навпактская и Этолийская. Второй том включает главы: Коринфская и Сикионская, Ахейская, Элидская и Трифилийская, Аркадская, Мессинийская, Лаконийская, Арголийская, Китира, Спеце, Идра, Порос, Эгина, Саламин и Кея.
В Константинополь он прибыл в 1818 году, когда патриархом ещё был Кирилл VI.
14 января 1819 года, новый патриарх Григорий познакомил его с главным врачом султана, Мустафой Пехксетом, который снабдил его необходимым разрешением для ведения медицинской профессии.
Он работал врачом последующие 2 года и 20 февраля 1820 года патриарх Григорий почтил его саном «архимандрита Вселенского трона», возложив на него одновременно обязанности проповедника.
Когда в начале 1821 года греческие гетеристы начали военные действия в Дунайских княжествах, вылеченный им высокопоставленный турок Тесерфачи-эфенди посоветовал ему срочно покинуть Константинополь, поскольку готовилась резня греческого населения города.

## Греческая революция
Когда Греческая революция охватила Пелопоннес и другие греческие земли, включая Македонию, Дионисий находился на Афоне, где без особого успеха пытался наладить производство пороха.
После поражения восстания в Центральной Македонии, Дионисий перебрался на Пелопоннес.
Здесь он оказывает помощь раненным и помогает бороться против чумы, поразившей полуостров после взятия Триполи.
Одновременно он не забывал о своей роли проповедника, произнося речи в церквях.
В 1827 году он попытался создать в Мистра первую в Греции бумажную фабрику.
Но налёт турецко-египетской армии Ибрагима вынудил его бросить бумаги и механизмы и найти убежище в Нафплионе.
К концу войны, в 1829 году, вместе с военачальником Никитарасом он создал новую бумажную фабрику. Но предприятие пришло к банкротству, и И. Каподистрия возглавивший возрождённое греческое государство, не располагал финансовыми средствами, чтобы поддержать это нужное для страны дело.
Дионисий негативно относился к правлению Каподистрии:Δ-255:66. Когда Каподистриас был убит, Дионисий был заключён в тюрьму на 15 дней, поскольку был другом семьи Мавромихалисов:Δ-256 и старым учителем одного из убийц, Георгия Мавромихалиса.

## Последние годы
После того как страна стала королевством, новое правительство не оказало никакой помощи двум предпринимателям. Машины остались ржаветь в доме Никитараса.
В 1835 году Дионисий приехал в Афины, ставшие столицей королевства, напечатал многие из своих книг, после чего посетил Бухарест, Яссы, Константинополь и вернулся в Афины.
В последние годы своей жизни он с успехом работал врачом в Афинах и писал книги. По причине взаимной антипатии между ним и королём Оттоном, ему не было предложено место на медицинском факультете в учреждённом Оттоном университете.
Архимандрит Вселенского трона Дионисиос Пиррос умер 12 февраля 1853 года, в Афинах.

## Книги Пирроса
(в хронологическом порядке).
- Церковный параллельный цикл (см. Описание Св. Софии), Ливорно 1806 (Εκκλησιαστικόν Παραλληλοκύκλιον. Λιβόρνο 1806).
- Воспитание детей, или трактат о долгах человека, Венеция 1810 (Χειραγωγία των Παίδων, ήτοι πραγματεία περί χρεών του ανθρώπου. Βενετία 1810).
- Атлас, или новая географическая карта. Милан 1814 (Άτλαςήτοι νέα Γεωγραφική Χάρτα. Μεδιόλανα 1814).
- Методическая география всей Вселенной. Венеция 1918 (Γεωγραφία Μεθοδική απάσης Οικουμένης. Βενετία 1818).
- Фармацевтика, общая от самых современных мудрейших химиков и фармацевтов Константинополь 1818 (фγενική εκ των πλέον νεωτέρων σοφών χυμικών και φαρμακοποιών. Κωνσταντινούπολη 1818.
- Исповедание Веры в Бога и сборник Псалтыря для ежедневного Использования и молитвы каждого христианина. Венеция 1827 (Η προς Θεόν Ομολογία Πίστεως και το απάνθισμα του Ψαλτηρίου προς καθημερινήν Χρήσιν και προσευχήν εκάστου Χριστιανού. Βενετία 1827).
- Дионисия Грамматика. Нафплион 1827 (Διονυσιάς Γραμματική. Ναύπλιο 1827).
- Арифметика. Навплион 1828 (Αριθμητική. Ναύπλιο 1828.
- Химия ремесел. Нафплион 1828 (Χυμική των τεχνών. Ναύπλιο 1828).
- Справочник для врачей, или практическая медицина. Навплион 1831 (Εγκόλπιον των ιατρών, ήτοι πρακτική ιατρική. Ναύπλιο 1831)[12].
- Три вида глобусов. Афины 1835 (Τριών ειδών Υδρόγειοι Σφαίραι. Αθήνα 1835).
- Практическая астрономия (Πρακτική Αστρονομία. Αθήνα 1836).
- Послание благороднейшему вельможе фессалийцев господину Афанасию Папа-Полимеру. Афины −1837 (Επιστολή προς τον ευγενέστατον άρχοντα Θεσσαλών κύριον Αθανάσιον Παπα-Πολημέρου. Αθήνα 1837).
- Ботаническая практика приспособленная к медицине и экономике. Афины 1838 (Βοτανική πρακτική προσαρμοσμένη εις την ιατρικήν και οικονομίαν. Αθήνα 1838).
- Жизнь Иисуса Христа (Η ζωή του Ιησού Χριστού. Αθήνα 1843).
- Новейший атлас содержащий все царства нового и старого мира в двадцати четырёх географических картинах. Афины 1845 (Άτλας νεώτερος περιέχων γενικώς τε και μερικώς όλας τας βασιλείας του παλαιού και νέου κόσμου εις είκοσι τέσσαρες γεωγραφικούς πίνακες. Αθήνα 1845).
- Жизнь, поступки и подвиги Александра Великого. Афины 1946 (Βίος, πράξεις και κατορθώματα του Μεγάλου Αλεξάνδρου. Αθήνα 1846).
- Священная история и Жития трёх царей Саула, Давида и Соломона. Афины 1947 (Ιερά ιστορία και Βίοι των τριών βασιλέων Σαούλ, Δαβίδ και Σολομώντος, συγκροτηθείσα κατ᾽ επιστομήν εκ της όλης ιεράς ιστορίας των εβδομήκοντα. Αθήνα 1847.
- Жизнь двенадцати стратегов и диадохов Александра Великого. Афины 1848 (Βίοι των δώδεκα στρατηγών και διαδόχων του Μεγάλου Αλεξάνδρου. Αθήνα 1848).
- Историческое путешествие и биография Дионисия Пирроса Фессалийца. Афины 1848 (Περιήγησις ιστορική και βιογραφία Διονυσίου Πύρρου του Θετταλού. Αθήνα 1848.
- Описание найденной на Тиносе святой и чудотворной иконы госпожи нашей Богоматери и девы Марии и её чудеса. Афины 1849 (Περιγραφή της εν Τήνω ευρεθείσης αγίας και θαυματουργού εικόνος της κυρίας ημών Θεοτόκου και αειπαρθένου Μαρίας και των θαυμάτων αυτής. Αθήνα 1849).
- Общая фармацевтика богатейшая и полнейшая мудрого Антонио Кампана, учителя из итальянской Феррары. Афины 1850 (Φαρμακοποιία γενική πλουσιωτάτη και εντελεστάτη του σοφού Αντωνίου Καμπανά, διδασκάλου της εν Ιταλία Φερράρας. Αθήνα 1850)[13].
- Минералогия Вернера — не издана (Ορυκτολογία του Βερνέρου. (ανέκδοτο))
- Трактат о древней греческой музыке. Не издан (Διατριβή περί της αρχαίας ελληνικής μουσικής.(ανέκδοτο)).
- Описание острова Кея — не издано (Περιγραφή της νήσου Κέω. (ανέκδοτο).
- Путешествие по Греции и её войны древние и новейшие — не издано (Περιήγησις της Ελλάδος και πόλεμοι αυτής αρχαίοι και νεώτεροι. (ανέκδοτο).